# Osthessisches Bergland

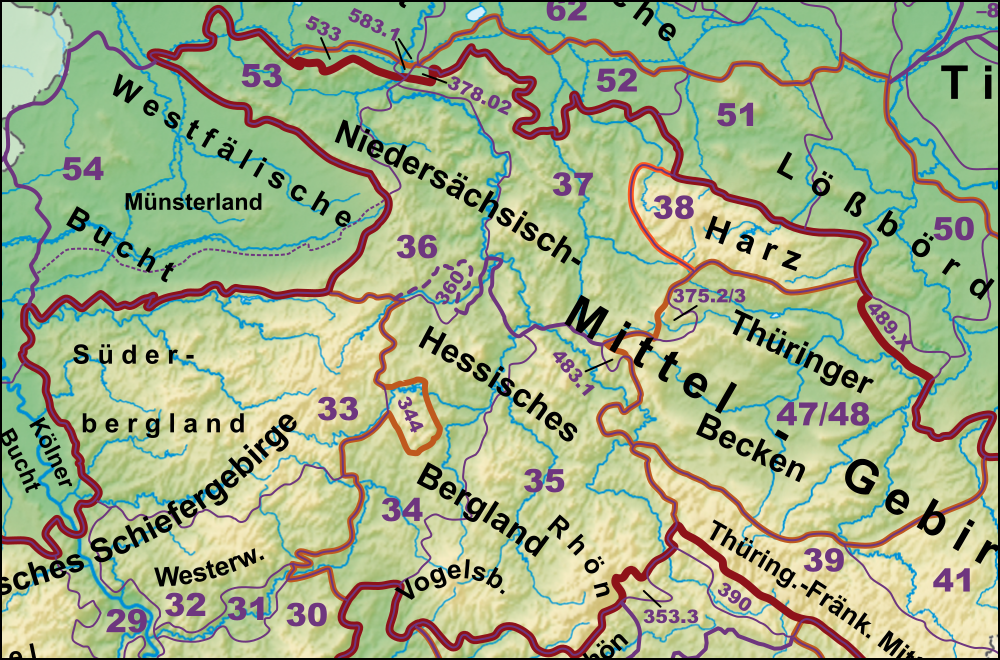
Niedersächsisch-Hessisches Bergland (mittig) mit Osthessischem Bergland (Nr. 35)

Osthessisches Bergland ist eine Bezeichnung für ein größtenteils in Hessen liegendes, im Norden auch geringfügig nach Niedersachsen, im Osten nach Thüringen und im Südosten nach Bayern vordringendes, reich bewaldetes Mittelgebirgsland zwischen der Westhessischen Senke im Westen, dem Weserbergland im Norden, dem Thüringer Becken im Nordosten, dem Nordwestrand des Thüringer Waldes im Osten, dem Spessart im Süden und der Wetterau im Südwesten.
Das Osthessische Bergland stellt eine naturräumliche Haupteinheitengruppe (35 bzw. D47) dar und ist sowohl Teil der Zentraleuropäischen Mittelgebirgsschwelle als auch der Rhein-Weser-Wasserscheide.
Das West- und Osthessisches Bergland zusammenfassende Hessische Bergland entspricht der geologischen Baueinheit der Hessischen Senke im weiteren Sinne, da hier geologisch jüngere Schichten des Zechsteins und des Buntsandsteins, stellenweise auch noch jüngere Gesteine des Muschelkalks, des unteren Jura sowie des Tertiärs erhalten geblieben sind.

## Naturräumliche Gliederung
Das Osthessische Bergland wurde im Jahr 1957 in der 4./5. Lieferung des Handbuchs der naturräumlichen Gliederung Deutschlands (S. 544–559) durch Gerhard Sandner beschrieben und in dreistellige Haupteinheiten gegliedert. Eine Kartierung und Nummerierung war bereits 1954 erfolgt und wurde im Jahr 1960 modifiziert. Dabei wurden auch Sandners Vorschläge berücksichtigt, die Schwalm dem Westhessischen Berg- und Senkenland (34) und den Ringgau dem Thüringer Becken (mit Randplatten) (47/48) zuzuschlagen – wobei die Schwalm auch auf dem von ihm bearbeiteten Blatt Marburg (s. u.) liegt.
Eine feinere Gliederung (Nachkommastellen) erfolgte durch die Einzelblätter 1:200.000 125 Marburg (Gerhard Sandner 1960), 139 Frankfurt a. M. (Brigitte Schwenzer 1967),140 Schweinfurt (Brigitte Schwenzer 1968), 126 Fulda (Werner Röll 1969), 112 Kassel (Hans-Jürgen Klink 1969) und, mit deutlicher Verzögerung, 141 Coburg (Heinz Späth 1987), das allerdings nur minimale Anteile am Östlichen Rhönvorland hat – während Blatt 127 Gotha mit entsprechenden Anteilen an den Haupteinheiten 353 und 359 nie erschienen ist. Blatt 125 Marburg war bereits knapp vor der endgültigen Haupteinheitenkarte von 1960 erschienen und nummeriert den Großenlüder-Lauterbacher Graben (352.2) noch unter 350.0 als Teil des Unteren Vogelsbergs und die Landschaften 355.0 und 356.0 noch als Teile der alten Knüll-Haupteinheit (dort 353.1 und 353.0). In der Aufstellung unten sind die zuständigen Einzelblätter in der Regel bei den Haupteinheiten referenziert, bei nur sehr geringen Anteilen an der Haupteinheit auch bei den betreffenden Untereinheiten.
Für den hessischen Anteil der Großregion hat Otto Klausing, seinerseits zuvor Bearbeiter von Blatt 151 Darmstadt (1967), im Jahr 1988 Unstimmigkeiten zwischen benachbarten Blättern bereinigt und in Die Naturräume Hessens eine für sein Bundesland „endgültige“ Gliederung verfasst, wozu inzwischen im digitalen „Umweltatlas Hessen“ des Landesamtes HLNUG auch sehr genaue Flächenangaben existieren.
Folgende Einheiten mit maximal einer Nachkommastelle gibt es:
- 35 Osthessisches Bergland
  - 350 Unterer Vogelsberg[5][6][7][8]
    - 350.1 Nördlicher Unterer Vogelsberg
    - 350.2 Nordwestlicher Unterer Vogelsberg
    - 350.3 Östlicher Unterer Vogelsberg
    - 350.4 Westlicher Unterer Vogelsberg
    - 350.5 Südlicher Unterer Vogelsberg
    - 350.6 Gieseler Forst

  - 351 Hoher Vogelsberg (mit Oberwald)[5][6]
    - 351.0 Westlicher Hoher Vogelsberg
    - 351.1 Östlicher Hoher Vogelsberg[7][8]
    - 351.2 Oberwald

  - 352 Fuldaer Senke[8]
    - 352.0 Fliedetal[7]
    - 352.1 Fuldaer Becken
    - 352.2 Großenlüder-Lauterbacher Graben[5]

  - 353 Vorder- und Kuppenrhön (mit Landrücken)[7][8]
    - 353.0 Landrücken
    - 353.1 Westliches Rhönvorland
    - 353.2 Kuppenrhön
    - 353.3 Östliches Rhönvorland[9]

  - 354 Hohe Rhön[7][8]
    - 354.0 Südliche Hohe Rhön
    - 354.1 Hochrhön

  - 355 Fulda-Haune-Tafelland[8]
    - 355.0 Ottrauer Bergland[5]
    - 355.1 Schlitzer Land
    - 355.2 Kämmerzell-Hersfelder Fuldatal
    - 355.3 Haune-Hochflächen
    - 355.4 Kirchheimer Bergland

  - 356 Knüll- und Homberger Hochland[8][10] (Umweltatlas Hessen: Knüll-Hochland)
    - 356.0 Westliches Knüllvorland[5]
    - 356.1 Östliches Knüllvorland
    - 356.2 Hochknüll
    - 356.3 Homberger Hochland

  - 357 Fulda-Werra-Bergland[8][10]
    - 357.0 Neuenstein-Ludwigsecker Höhenzug
    - 357.1 Bebra-Melsunger Fuldatal
    - 357.2 Solztrotten- und Seulingswald
    - 357.3 Sontraer Hügelland
    - 357.4 Stölzinger Bergland (Stölzinger Gebirge)
    - 357.5 Witzenhausen-Altmorschener Talung
    - 357.6 Melsunger Bergland (mit Günsteröder Höhe)
    - 357.7 Kaufunger Wald und Söhre
    - 357.8 Meißnergebiet (mit Hohem Meißner)
    - 357.9 Sontra-Bergland (mit Schlierbachswald)

  - 358 Unteres Werrabergland[10] (ursprünglich: Unteres Werratal)
    - 358.0 Unterwerrasattel
    - 358.1 Treffurt-Wanfrieder Werratal
    - 358.2 Eschweger Becken
    - 358.3 Sooden-Allendorfer Werratal
    - 358.4 Witzenhausen–Hedemündener Werratal
    - 358.5 Rosoppe-Frieda-Bucht
    - 358.6 Höheberg
    - 358.7 Fretteröder Keupersenke
    - 358.8 Neuseesen-Werleshäuser Höhen
    - 358.9 Sandwald
    - Gobert
    - Weidenbach-Mackenröder Senke
    - Oberes Friedatalgebiet
    - Wanfrieder Werrahöhen

  - 359 Salzunger Werrabergland[8]
    - 359.0 Stadtlengsfelder Hügelland
    - 359.1 Salzungen-Herleshausener Werratal
    - 359.2 Frauenseer Hügelland

## Landschaftscharakteristik
Das Osthessische Bergland schließt sich unmittelbar östlich an das Westhessische Berg- und Senkenland an. Der Buntsandstein ist nahezu durchgängig vertreten und mit Ausnahme vulkanisch mit Basalt überlagerter Teile auch weitgehend oberflächen- und reliefbestimmend.
Alle herausragenden Höhenzüge sind, mindestens teilweise, vulkanisch geprägt. Zwischen dem bis zu 754 m erreichenden Hohen Meißner und dem bis zu 643 m hohen Kaufunger Wald im Norden, dem maximal 636 m hohen Knüll im Zentrum, dem bis 773 hohen Vogelsberg im Südwesten und der bis 950 m hohen Rhön im Südosten tauchen immer wieder einzelne Singularitäten auf, die die vulkanische Aktivität zwischen zwei Mittelgebirgsregionen dokumentieren.

### Lage der einzelnen Haupteinheiten
Den Norden der Haupteinheitengruppe nimmt das Fulda-Werra-Bergland mit Hohem Meißner und Kaufunger Wald ein, welches im Nordosten ins Untere Werraland abflacht, im Südosten ins Salzunger Werrabergland. Südwestlich folgt das Knüll-Hochland, südlich das Fulda-Haune-Tafelland und südöstlich die Vorder- und Kuppenrhön (mit Landrücken), die nach Südosten in die Hohe Rhön übergeht.
Südlich des Fulda-Haune-Tafellandes und westlich der Rhön folgen schließlich Unterer und Hoher Vogelsberg, wobei der erstere den zweiteren ringförmig umschließt.

## Berge (Auswahl)
- Wasserkuppe (950,2 m, Hohe Rhön)
- Kreuzberg (927,8 m, Bayerische Hohe Rhön)
- Dammersfeldkuppe (927,9 m, Grenze von Hessen und Bayern, Hohe Rhön)
- Heidelstein (925,7 m, Grenze von Hessen und Bayern, Hohe Rhön)
- Milseburg (835,2 m, höchster Berg der Kuppenrhön)
- Taufstein (773,0 m, Hoher Vogelsberg)
- Kasseler Kuppe (753,6 m, Hoher Meißner)
- Gebaberg (750,7 m, im Osten der Thüringischen Vorderen Rhön)
- Pleß (645,4 m, Salzunger Werrabergland)
- Hirschberg (643,4 m, Söhre)
- Bilstein (641,2 m, Kaufunger Wald)
- Eisenberg (635,5 m, Knüll)
- Knüllköpfchen (633,8 m, Knüll)
- Rimberg (591,8 m, südöstlicher Knüll-Ausläufer im Ottrauer Bergland)

## Flüsse
Zentrales Fließgewässer ist die Fulda, die in ihrem Verlauf von Süden nach Norden das Gebiet des Osthessischen Berglandes erst kurz vor ihrem Zusammenfluss mit der Werra in die Westhessische Senke verlässt. Links der Fulda liegen Knüll und Vogelsberg, rechts von ihr der Hauptteil des Fulda-Werra-Berglandes und die Rhön.
Rechte Nebenflüsse der in Mittel- und Unterlauf fast gänzlich in der Westhessischen Senke verlaufenden Schwalm entwässern den Westen, linke Nebenflüsse der Werra den Osten. Dabei verlaufen die beiden Flüsse nur im Quell- (Schwalm) bzw. Mündungslauf (Werra) im Bergland selber.
Auch die Nebenflüsse sind nördlich der Rhein-Weser-Wasserscheide, sieht man einmal von der Ohm als einzigem Nebenfluss der Lahn ab, deutlich in Süd-Nord-Richtung ausgerichtet, während die Nebenflüsse der Main-Nebenflüsse Nidda, Kinzig und Fränkische Saale gen Süden fließen.

### Tabelle der wichtigsten Flüsse
Im Folgenden werden die wichtigsten Flüsse des Osthessischen Berglandes, im Uhrzeigersinn, beginnend an der Nordseite der Rhein-Weser-Wasserscheide am Vogelsberg, geordnet, aufgeführt.
Zur besseren Übersicht bzw. zur Sortierung flussabwärts sind, je nach Flusssystem, in die DGKZ-Ziffern nach den Ziffern für den jeweiligen Hauptfluss Bindestriche eingefügt.
Kursiv geschriebene Flussnamen und -längen weisen auf einen Fluss hin, der das Gebiet des Osthessischen Berglandes deutlich verlässt (Randsenken nicht mitgerechnet), und kursive Einzugsgebiete und Abflüsse auf ein zum Teil außerhalb liegendes Einzugsgebiet mit nennenswerten Nebenflüssen von außerhalb des Osthessischen Berglandes (siehe die Auflistung unterhalb der Tabelle). Hauptflüsse sind verlinkt, wenn sie gänzlich außerhalb liegen.
| Name                     | Haupt- fluss         | Länge (km) | EZG (km²) | Abfluss (MQ; l/s) | Quellgebiet                      | Haupt- einheiten | DGKZ    |
| ------------------------ | -------------------- | ---------- | --------- | ----------------- | -------------------------------- | ---------------- | ------- |
| Antrift                  | Schwalm (l)          | 38,6       | 115,3     | 980               | Vogelsberg                       | 350/1            | 4288-2  |
| Schwalm                  | Eder                 | 97,1       | 1.298,8   | 9.044             | Vogelsberg                       | 350/1            | 428-8   |
| Berf                     | Schwalm (r)          | 20,0       | 42,2      | 218               | Ottrauer Bergland                | 355.0            | 4288-16 |
| Grenff                   | Schwalm (r)          | 22,0       | 86,4      | 711               | Ottrauer Bergland                | 355.0            | 4288-32 |
| Efze                     | Schwalm (r)          | 38,2       | 220,5     | 1.481             | Knüll                            | 356              | 4288-8  |
| Rohrbach                 | Fulda (l)            | 18,0       | 73,9      | 576               | Neuenstein-Ludwigsecker Höhenzug | 357.0            | 42-714  |
| Geisbach                 | Fulda (l)            | 22,1       | 76,2      | 487               | Knüll                            | 356              | 42-596  |
| Aula                     | Fulda (l)            | 22,6       | 124,8     | 919               | Knüll                            | 356              | 42-56   |
| Jossa                    | Fulda (l)            | 22,9       | 122,0     | 780               | Schlitzer Land                   | 355.1            | 42-54   |
| Schlitz                  | Fulda (l)            | 43,3       | 314,6     | 3.715             | Vogelsberg                       | 350/1            | 42-4    |
| Lüder                    | Fulda (l)            | 36,4       | 190,0     | 2.306             | Vogelsberg                       | 350/1            | 42-36   |
| Fliede                   | Fulda (l)            | 22,1       | 271,4     | 3.627             | Landrücken                       | 353.0            | 42-2    |
| Fulda                    | Weser                | 220,7      | 6.946,6   | 66.924            | Hohe Rhön                        | 354              | 42      |
| Lütter                   | Fulda (r)            | 17,5       | 50,7      | 672               | Hohe Rhön                        | 354              | 42-14   |
| Haune*                   | Fulda (r)            | 66,5       | 499,0     | 4.113             | Kuppenrhön                       | 353.2            | 42-6    |
| Nüst                     | Haune (r)            | 22,8       | 97,2      | 1.029             | Kuppenrhön                       | 353.2            | 426-6   |
| Solz                     | Fulda (r)            | 21,4       | 91,5      | 682               | Kuppenrhön                       | 353.2            | 42-712  |
| Ulfe                     | Fulda (r)            | 27,6       | 71,5      | 552               | Seulingswald                     | 357.2            | 42-72   |
| Pfieffe                  | Fulda (r)            | 21,5       | 117,1     | 1.235             | Stölzinger Gebirge               | 357.4            | 42-78   |
| Losse                    | Fulda (r)            | 28,9       | 120,6     | 1.418             | Stölzinger Gebirge               | 357.4            | 42-96   |
| Nieste                   | Fulda (r)            | 21,8       | 88,1      | 921               | Kaufunger Wald                   | 357.7            | 42-98   |
| Gelster                  | Werra (l)            | 18,2       | 60,6      | 771               | Söhre                            | 357.7            | 41-96   |
| Wehre**                  | Werra (l)            | 36,5       | 451,7     | 4.147             | Söhre                            | 357.7            | 41-8    |
| Taft                     | Ulster (l)           | 11,7       | 62,3      | 564               | Kuppenrhön                       | 353.2            | 414-8   |
| Ulster                   | Werra (l)            | 55,5       | 421,0     | 5.279             | Hohe Rhön                        | 354              | 41-4    |
| Weid                     | Ulster (r)           | 10,3       | 36,7      | 539               | Hohe Rhön                        | 354              | 414-4   |
| Felda                    | Werra (l)            | 42,2       | 216,7     | 2.330             | Hohe Rhön                        | 354              | 41-38   |
| Streu                    | Fränkische Saale (r) | 35,5       | 448,1     |                   | Hohe Rhön                        | 354              | 244-2   |
| Brend                    | Fränkische Saale (r) | 26,2       | 139,9     |                   | Hohe Rhön                        | 354              | 244-32  |
| Sinn                     | Fränkische Saale (r) | 61,1       | 623,8     | 5.869             | Hohe Rhön                        | 354              | 244-8   |
| Schmale Sinn             | Sinn (r)             | 27,6       | 103,6     | 1.439             | Hohe Rhön                        | 354              | 2448-2  |
| Steinebach (Steinaubach) | Kinzig               | 23,2       | 64,8      | 798               | Vogelsberg                       | 350/1            | 2478-16 |
| Salz                     | Kinzig (r)           | 29,8       | 91,3      | 1.219             | Vogelsberg                       | 350/1            | 2478-2  |
| Bracht                   | Kinzig (r)           | 31,5       | 117,7     | 1.644             | Vogelsberg                       | 350/1            | 2478-4  |
| Seemenbach               | Nidder (l)           | 37,4       | 145,0     | 1.452             | Vogelsberg                       | 350/1            | 2486-6  |
| Nidder                   | Nidda (l)            | 68,6       | 435,7     | 3.875             | Vogelsberg                       | 350/1            | 248-6   |
| Nidda                    | Main (r)             | 89,7       | 1.942,4   | 13.065            | Vogelsberg                       | 350/1            | 24-8    |
| Horloff                  | Nidda (r)            | 44,5       | 279,2     | 1.004             | Vogelsberg                       | 350/1            | 248-2   |
| Wetter                   | Nidda (r)            | 68,8       | 517,0     | 2.994             | Vogelsberg                       | 350/1            | 248-4   |
| Seenbach                 | Ohm (l)              | 18,3       | 96,5      | 1.288             | Vogelsberg                       | 350/1            | 2582-2  |
| Ohm                      | Lahn                 | 59,7       | 983,8     | 7.950             | Vogelsberg                       | 350/1            | 258-2   |
| Felda                    | Ohm (r)              | 29,9       | 107,4     | 1.276             | Vogelsberg                       | 350/1            | 2582-4  |

(*: Die Quelle der Haune liegt, streng genommen, noch knapp im Westlichen Rhönvorland, 353.1
**: Die Wehre entspringt, streng genommen, im Rommeroder Hügelland, 357.53, dem östlichen Vorland der Söhre)
Folgende Teile der (Einzugsgebiete der) aufgezählten Flüsse zählen nicht zum Osthessischen Bergland:
- Antrift – gesamter Mittel- und Unterlauf auf der Oberhessischen Schwelle
- Schwalm – fast alle linken Nebenflüsse in diversen Teilen des Westhessischen Berglandes; Fluss liegt auf der Westgrenze
- Fulda – Mündungslauf liegt auf der Nordwestgrenze; linke Nebenflüsse oberhalb der Eder liegen außerhalb; vom größenmäßig etwa der Rest-Fulda entsprechenden Einzugsgebiet der Eder kommen nur rechte Schwalm-Zuflüsse aus dem Osthessischen Bergland, während die Eder sich ansonsten vom Süderbergland (Oberlauf) bis ins Westhessische Bergland speist.
- Streu – Unterlauf liegt im Grabfeld
- Brend – Mittel- und Unterlauf liegen, ohne nennenswerte Zuflüsse, in der zum Spessart gezählten Südrhön
- Sinn – Mittel- und Unterlauf liegen u. a. in diversen Teilen des Spessart
- Bracht und Seemenbach – Unterläufe liegen, ohne nennenswerte Zuflüsse, im zum Spessart gezählten Büdinger Wald
- Nidder – ab dem Zufluss des Seemenbaches Verlauf an der östlichen Nahtstelle der Wetterau zum Ronneberger Hügelland, jedoch ohne nennenswerte Zuflüsse
- Horloff – Mittel- und Unterlauf auf der Südostgrenze; (nur mäßig ergiebige) rechte Nebenflüsse dort aus der Wetterau
- Nidda – ab dem Zufluss der Horloff Verlauf in der Wetterau; dort Zufluss von Wetter und Nidder
- Wetter – verlässt kurz nach dem Quellverlauf das Osthessische Bergland und nimmt u. a. Wasser aus dem Taunus auf.
- Ohm – ab dem Zufluss der Felda Verlauf in diversen Teilen des Westhessischen Berglandes

## Allgemeine Quellen
- „Geologische Übersichtskarte von Hessen“. Geschichtlicher Atlas von Hessen.  In: Landesgeschichtliches Informationssystem Hessen (LAGIS).
- BfN
  - Kartendienste
  - Landschaftssteckbriefe des Bundesamtes für Naturschutz (Hinweise) – nach Haupteinheiten:
    - 350 (Unterer Vogelsberg)
      - 35001 Unterer Vogelsberg
      - 35002 Gieseler Forst (mit "Fuldavorland des Vogelsberg" bezeichnet)

    - 351 (Hoher Vogelsberg)
      - 35100 Hoher Vogelsberg

    - 352 (Fuldaer Senke)
      - 35200 Fuldaer Senke

    - 353 (Vorder- und Kuppenrhön (mit Landrücken))
      - 35301 Kuppenrhön (mit "Westliche und östliche Kuppenrhön" bezeichnet)
      - 35302 Landrücken und Westliches Rhönvorland (mit "Vorland der westlichen Kuppenrhön" bezeichnet)
      - 35303 Östliches Rhönvorland

    - 354 (Hohe Rhön)
      - 35400 Hohe Rhön

    - 355 (Fulda-Haune-Tafelland)
      - 35501 Fulda-Haune-Tafelland (ohne Fuldatal)
      - 35502 Kämmerzell-Hersfelder Fuldatal (mit "Fuldatal zw. Fuldaer Bucht und Hersfelder Senke" bezeichnet)

    - 356 (Knüll-Hochland)
      - 35601 Knüll (ohne Homberger Hochland)
      - 35602 Homberger Hochland

    - 357 (Fulda-Werra-Bergland)
      - 35701 Fulda-Werra-Bergland (ohne Kaufunger Wald, Meißnergebiet und Fuldatal)
      - 35702 Kaufunger Wald (ohne Söhre)
      - 35703 Meißnergebiet (mit "Hoher Meißner" bezeichnet)
      - 35704 Bebra-Melsunger Fuldatal

    - 358 (Unteres Werrabergland)
      - 35801 Unteres Werraland (ohne Unteres Werratal)
      - 35802 Sooden-Allendorfer und Witzenhausen-Hedemündener Werratal (mit "Tal der Werra" bezeichnet)

    - 359 (Salzunger Werrabergland)
      - 35900 Salzunger Werrabergland (ohne Werratal)
      - 35901 Salzungen-Herleshausener Werratal (mit "Werraaue Meiningen-Wartha" bezeichnet)